# Редерсдорф
Редерсдо́рф (фр. Raedersdorf) — коммуна на северо-востоке Франции в регионе Гранд-Эст (бывший Эльзас — Шампань — Арденны — Лотарингия), департамент Верхний Рейн, округ Альткирш, кантон Альткирш. До марта 2015 года коммуна административно входила в состав упразднённого кантона Феррет (округ Альткирш).
Площадь коммуны — 7,39 км², население — 505 человек (2006) с тенденцией к стабилизации: 509 человек (2012), плотность населения — 68,9 чел/км².

## Население
Численность населения коммуны в 2011 году составляла 511 человек, а в 2012 году — 509 человек.
| 1962 | 1968 | 1975 | 1982 | 1990 | 1999 | 2006 | 2008 | 2011 | 2012 |
| ---- | ---- | ---- | ---- | ---- | ---- | ---- | ---- | ---- | ---- |
| 396  | 409  | 420  | 441  | 491  | 505  | 505  | 502  | 511  | 509  |

Динамика населения:

## Экономика
В 2010 году из 354 человек трудоспособного возраста (от 15 до 64 лет) 245 были экономически активными, 109 — неактивными (показатель активности 69,2 %, в 1999 году — 66,5 %). Из 245 активных трудоспособных жителей работали 230 человек (145 мужчин и 85 женщин), 15 числились безработными (8 мужчин и 7 женщин). Среди 109 трудоспособных неактивных граждан 26 были учениками либо студентами, 35 — пенсионерами, а ещё 48 — были неактивны в силу других причин.
На протяжении 2011 года в коммуне числилось 200 облагаемых налогом домохозяйств, в которых проживало 510 человек. При этом медиана доходов составила 28229 евро на одного налогоплательщика.

## Достопримечательности (фотогалерея)

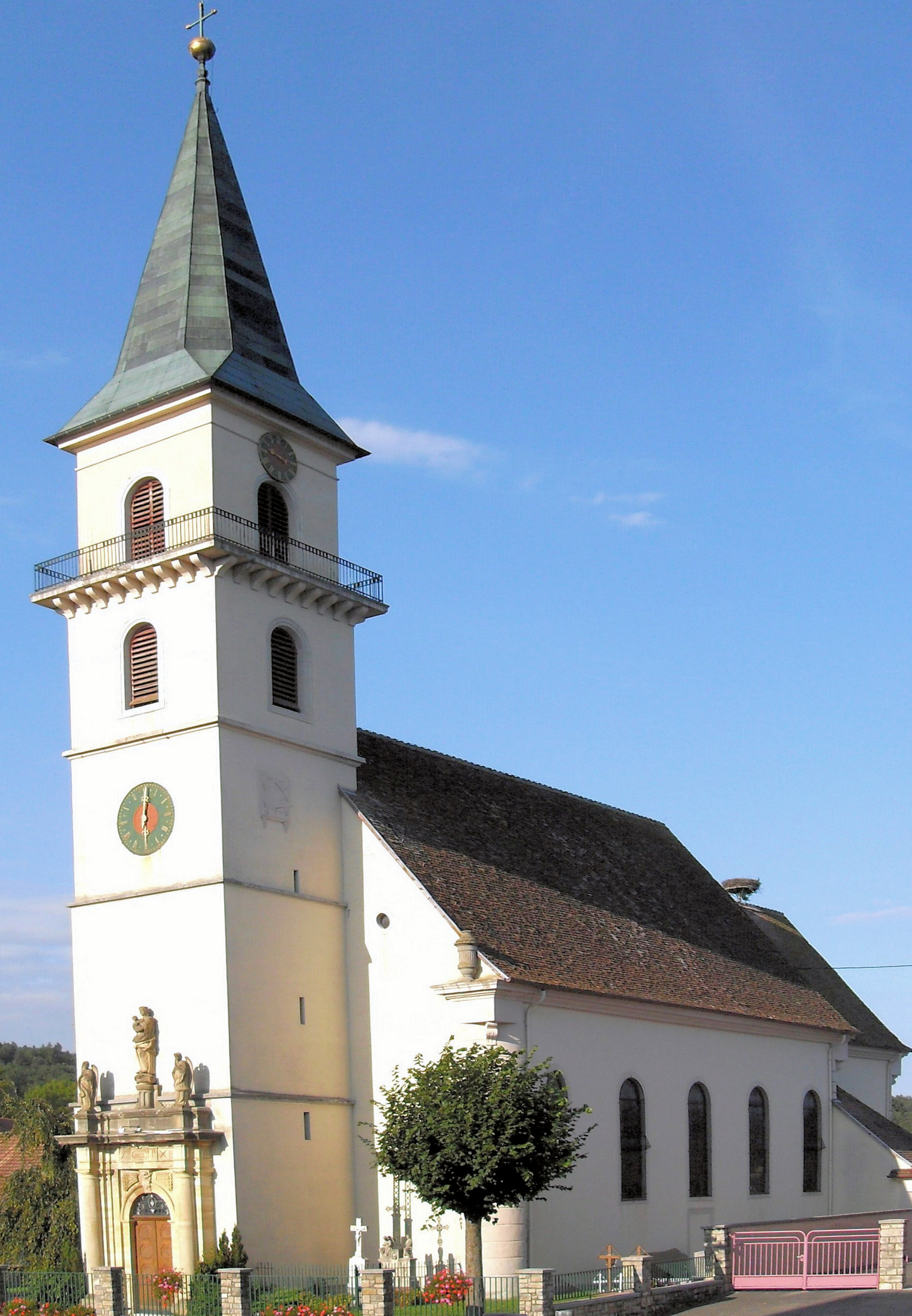
Церковь Сен-Этьен
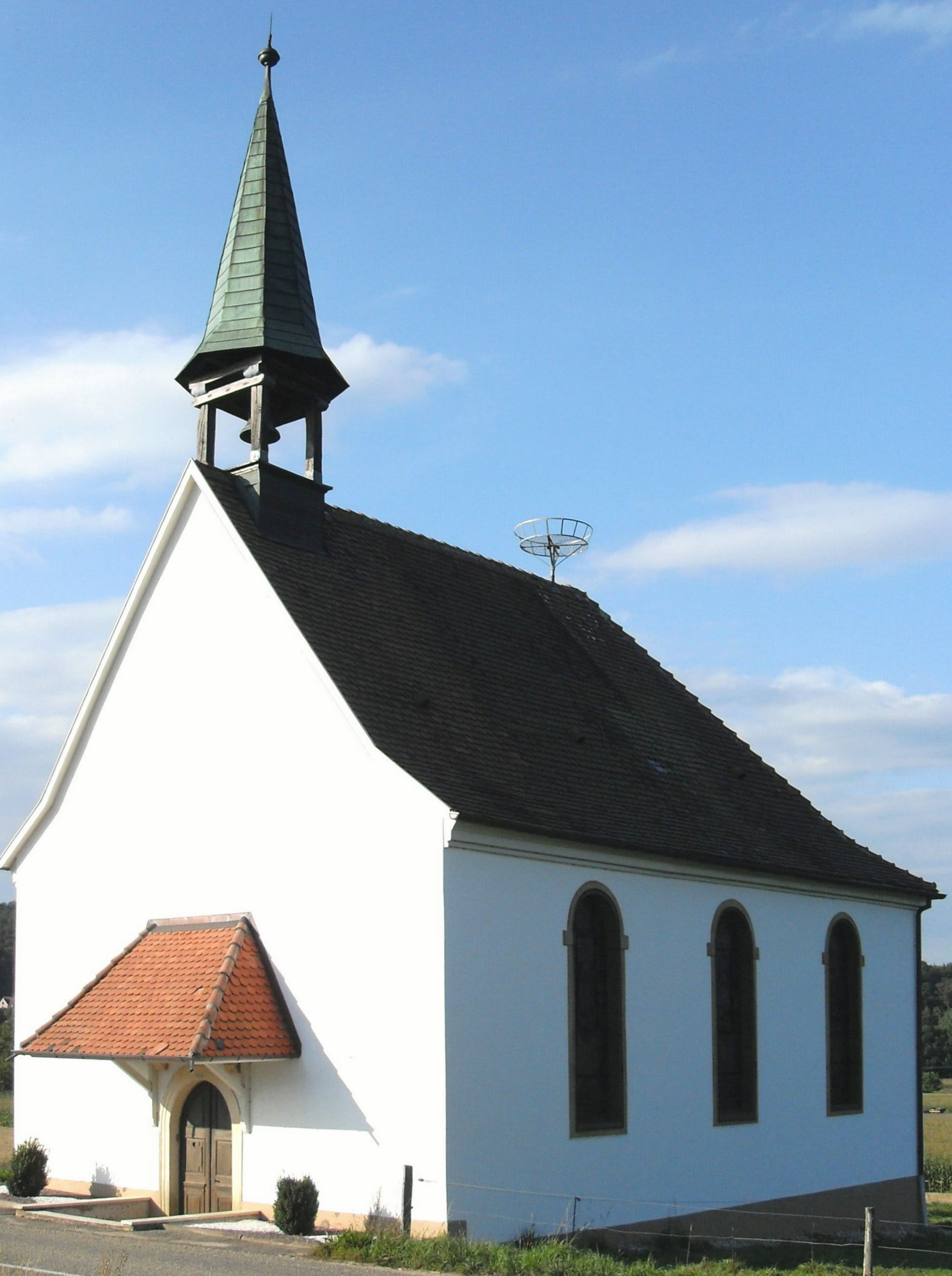
Часовня